# انبار غله (تصفیه خانه)
انبار غله (تصفیه خانه) مربوط به دوره قاجار است و در داراب، خیابان سید جمال الدین اسدآبادی، ساختمان نیروی انتطامی واقع شده و این اثر در تاریخ ۵ آذر ۱۳۸۰ با شمارهٔ ثبت ۴۵۰۶ به‌عنوان یکی از آثار ملی ایران به ثبت رسیده است.